# David Gray (Fußballspieler, 1988)
David Gray (* 4. Mai 1988 in Edinburgh) ist ein ehemaliger schottischer Fußballspieler, der vorwiegend im Mittelfeld spielte.

## Karriere
Der in seiner Jugend bei Heart of Midlothian spielende Mittelfeldakteur wechselte im Alter von 16 Jahren für eine Ausbildungsentschädigung von 50.000 Pfund in die Jugendabteilung von Manchester United. Während der Saison 2005/2006 spielte Gray hauptsächlich im Reserveteam von Manchester United. Am 25. Oktober 2006 bestritt Gray sein erstes Profispiel für Manchester im League Cup gegen Crewe Alexandra. Gray spielte zwar von Anfang an, wurde jedoch in der zweiten Hälfte für den Siegtorschützen Kieran Lee ausgewechselt. Im Januar 2007 wurde Gray an Royal Antwerpen ausgeliehen, um mehr Spielpraxis zu bekommen. Nach nur zwei Spielen für Royal Antwerpen musste er für den Rest der Saison aufgrund einer Verletzung pausieren. Im November desselben Jahres wurde er erneut ausgeliehen – an Crewe Alexandra, für die er ein Spiel bestritt.
Anfang Januar 2009 wurde er bis Ende Juni desselben Jahres an den Championship-Verein Plymouth Argyle verliehen. Gray bestritt 14 Partien für die Pilgrims, konnte jedoch keinen Treffer erzielen. Nach Auslaufen der Leihfrist im Sommer 2009 kehrte er wieder nach Manchester zurück, bestritt dort kein Ligaspiel für die Red Devils und wurde später erneut nach Plymouth verliehen.
Zwischen der Saison 2010/11 und 2011/12 spielte Gray für Preston North End in der zweitklassigen Football League Championship Englands. Für die Saison 2012/13 wechselt Gray ablösefrei zum FC Stevenage.
Ab 2014 spielte Gray für Hibernian Edinburgh. Im Jahr 2021 beendete er seine Karriere.
Im Dezember 2021 übernahm er nach der Entlassung von Jack Ross interimistisch den Trainerposten bei Hibernian, vier Monate später nach der Entlassung von dessen Nachfolger Shaun Maloney übernahm er erneut interimistisch den Trainerposten im April 2022. 2023 und 2024 war Gray zwei weitere Male als Interimstrainer bei Hibernian tätig. Nach seiner vierten Amtszeit als Interimstrainer wurde Gray im Juni 2024 mit einem Dreijahresvertrag zum neuen Cheftrainer ernannt. Die Hibs starteten schlecht in die Saison 2024/25 und landeten Ende November auf dem letzten Tabellenplatz, was zu Spekulationen über seine mögliche Entlassung führte. Gray änderte die taktische Aufstellung zu einem Dreierkettensystem und das Team erlebte daraufhin einen bemerkenswerten Formaufschwung, der dazu führte, dass Gray im Dezember, Februar und März als Trainer des Monats ausgezeichnet wurde. Im April 2025 unterzeichnete er einen neuen Vertrag mit den Hibs. Im darauffolgenden Monat belegte der Verein den dritten Platz in der Abschlusstabelle der Scottish Premiership und qualifizierte sich für den europäischen Wettbewerb.

## Erfolge
- Schottischer Pokalsieger: 2016